# Mohamed Bahari
Mohamed Bahari (arabisch محمد بحاري, DMG Muḥammad Baḥārī; * 29. Juni 1976 in Sidi bel Abbès) ist ein ehemaliger algerischer Boxer. Bahari gewann die Goldmedaille bei den Panafrikanischen Spielen 1995 und 1999 und er gewann 1996 bei den Olympischen Spielen von Atlanta die Bronzemedaille.

## Karriere

### Amateur
1994 errang Bahari bei den Afrikameisterschaften die Silbermedaille im Mittelgewicht. Im selben Jahr nahm er auch an den Juniorenweltmeisterschaften (U19) teil, schied jedoch bereits im Viertelfinale aus. Bei den Weltmeisterschaften 1995 konnte Bahari aufgrund einer Verletzung nicht zum ersten Kampf antreten, jedoch gewann er im selben Jahr die Afrikaspiele, wobei er im Halbfinale den Sieger der Panafrikanischen Spiele 1991 Salem Karim Kabbary, Ägypten, und im Finale Sackey Shivute, Namibia, schlug.
Mit diesem Erfolg qualifizierte sich Bahari für die Olympischen Spiele 1996, bei denen er nach Siegen über den späteren Profi Marcus Thomas, Barbados (RSC 2.), Akaki Kakauridze, Georgien (8:5), und den späteren WBA-Weltmeister Brian Magee, Irland (15:9), das Halbfinale erreichte, welches er sehr knapp gegen Malik Beyleroğlu, Türkei (+11:11), verlor und damit die olympische Bronzemedaille gewann.
1997 gewann Bahari im Halbschwergewicht (-81 kg) die Bronzemedaille bei den Militärweltmeisterschaften in San Antonio, wobei er im Halbfinale Timur Ibragimov, Usbekistan (7:5), unterlag. Bei den Afrikameisterschaften im Jahr darauf gewann er die Goldmedaille. Ebenfalls den Titel gewann er bei den Afrikaspielen 1999, wobei er u. a. Ahmed Ismail, Ägypten, und Albert Jegbefumer, Nigeria, schlug. Obwohl er sich mit diesem Erfolg für die Olympischen Spiele 2000 qualifizierte, nahm er nicht an ihnen teil.

### Profi
Im Jahr 2003 wurde er Profi, hatte aber nur wenig Erfolg. Nach einer K.-o.-Niederlage gegen den Venezolaner Gusmyl Perdomo, unter anderem späterer Gegner von Mario Veit, beendete er 2004 schon nach sieben Profikämpfen seine Karriere.